# La Lantejuela
La Lantejuela is een gemeente in de Spaanse provincie Sevilla in de regio Andalusië met een oppervlakte van 18 km². In 2007 telde La Lantejuela 3800 inwoners.

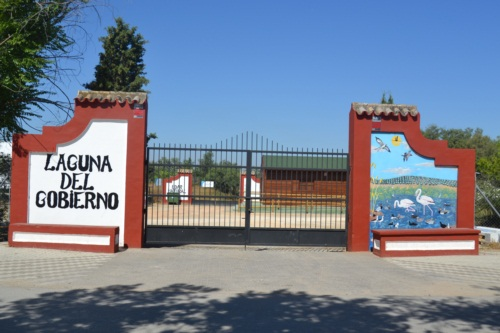
Toegang tot Laguna del Goberno
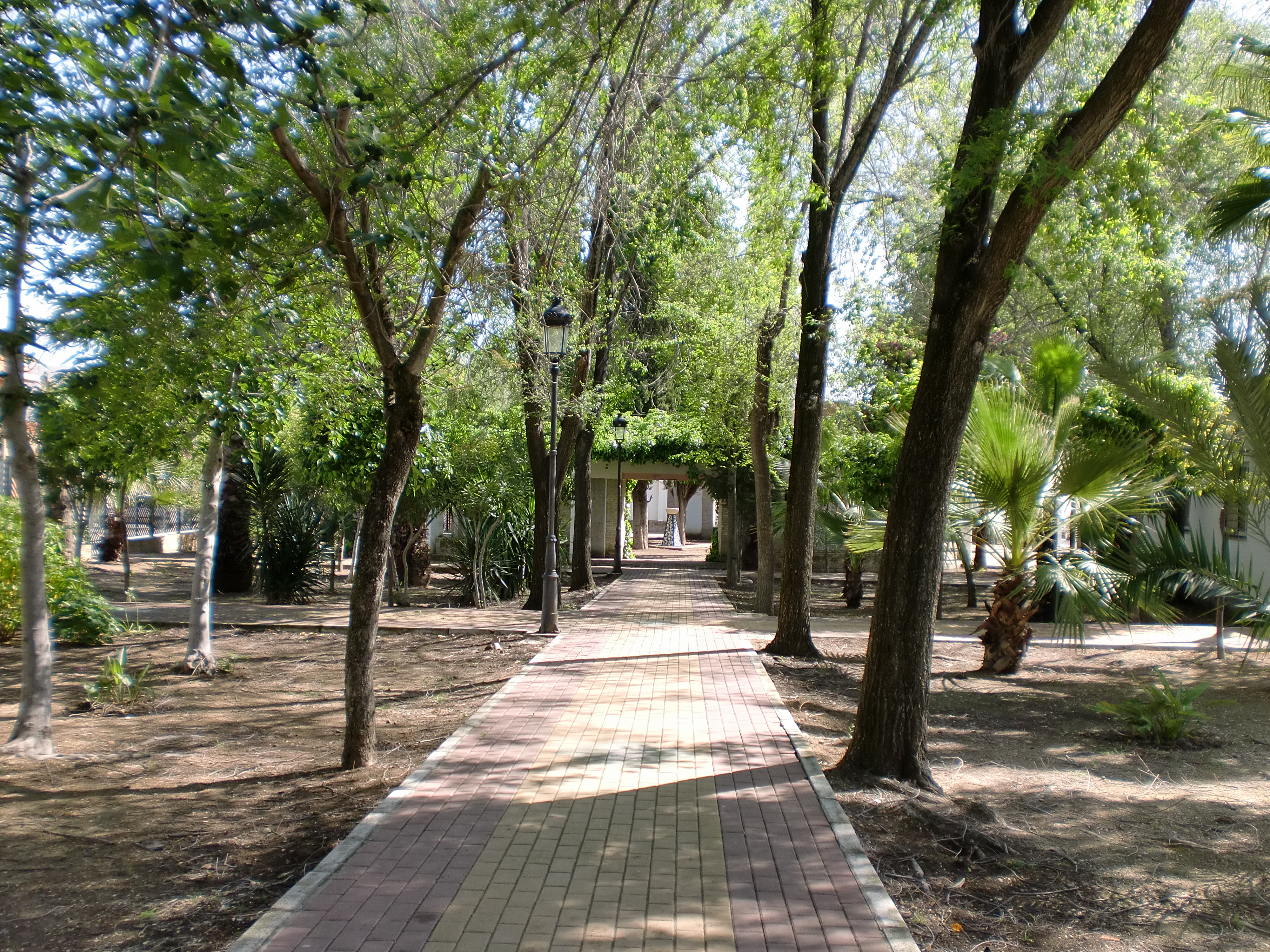
Park Antonio Martín Delgado